# إيجوتز مجدلينو
إيجوتز مجدلينو (بالإسبانية: Egoitz Magdaleno) هو لاعب كرة قدم إسباني في مركزي ظهير ‏، ولد في 4 أبريل 1991 في بلباو في إسبانيا. لعب مع أتلتيك بيلباو ب ونادي باسكونيا ونادي سيستاو ريفر ونادي لايايوا.

## وصلات خارجية
- إيجوتز مجدلينو على موقع قاعدة بيانات كرة القدم.إي يو (الإنجليزية)
- إيجوتز مجدلينو على موقع Soccerway.com (الإنجليزية)
- إيجوتز مجدلينو على موقع عالم كرة القدم.نت (الإنجليزية)
- إيجوتز مجدلينو على موقع AS.com (الإسبانية)